# شهرستان نوگایسکی (داغستان)
شهرستان نوگایسکی (به لاتین: Nogaysky District) یک منطقهٔ مسکونی در روسیه است که در داغستان واقع شده‌است.